# Lapinlahti
Lapinlahti est une municipalité du centre-est de la Finlande, dans la région de Savonie du Nord.
Lapinlahti a absorbé Varpaisjärvi le 1er janvier 2011.

## Géographie
La commune est largement boisée et couverte de lacs, le plus important étant l'Onkivesi. La colline de Väisälänmäki, qui surplombe ce lac d'une hauteur de 135 mètres, offrant une vue spectaculaire, est classée paysage national par le ministère de l'environnement.
Le centre administratif concentre à lui seul plus de 4 000 habitants.
Il est traversé par la nationale 5 (E63), situé à 60 km de la capitale régionale Kuopio et 25 km d'Iisalmi. L'économie dépend largement de l'usine agro-alimentaire Valio (produits lactés) et de ses 300 emplois directs.
Les municipalités limitrophes sont  Iisalmi, Kuopio, Rautavaara, Siilinjärvi et Sonkajärvi.

## Démographie
Depuis 1980, l'évolution démographique de Lapinlahti est la suivante, :
| Année      | 1980   | 1985   | 1990   | 1995   | 2000   | 2005   |
| ---------- | ------ | ------ | ------ | ------ | ------ | ------ |
| population | 11 392 | 11 608 | 11 569 | 11 511 | 11 082 | 10 581 |

| Année      | 2010   | 2015   | 2020  |
| ---------- | ------ | ------ | ----- |
| population | 10 412 | 10 069 | 9 420 |

## Administration

### Conseil municipal
Les 31 conseillers municipaux sont répartis comme suit :
| Parti | Parti                              | Sièges 2021–2025 |
| ----- | ---------------------------------- | ---------------- |
|       | Parti social-démocrate de Finlande | 2                |
|       | Vrais Finlandais                   | 7                |
|       | Parti de la Coalition nationale    | 2                |
|       | Parti du centre                    | 12               |
|       | Ligue verte                        | 1                |
|       | Alliance de gauche                 | 3                |
|       | Chrétiens-démocrates               | 4                |

## Transports
Lapinlahti est traversé par la nationale 5 (E63), la seututie 582 (Lapinlahti–Rautavaara), la seututie 576 (Siilinjärvi–Varpaisjärvi) et la seututie 577 (Nilsiä–Varpaisjärvi).

## Lieux et monuments
- Väisälänmäki
- Musée d'Art de Lapinlahti
- Église d'Alapitkä
- Église de Lapinlahti
- Presbytère de Väärni
- Église de Varpaisjärvi
- Église orthodoxe de Lapinlahti
- Musée de l'habitat, Alapitkä
- Musée d'Art Eemil

## Économie

### Principales entreprises
En 2021, les principales entreprises de Lapinlahti par chiffre d'affaires sont :
| Société                      | C.A.   |
| ---------------------------- | ------ |
| Osuuskunta Maitosuomi        | 587 M€ |
| Mellano Oy                   | 14 M€  |
| J5L-Production Oy            | 9 M€   |
| Savon LVI-Talo Lapinlahti    | 7 M€   |
| Koneteko Pitkänen Oy         | 6 M€   |
| Lametal Oy                   | 5 M€   |
| Koneurakointi M. Niiranen Oy | 5 M€   |
| Lapinlahden Vesi Oy          | 5 M€   |
| Koneurakointi Lukkarinen Oy  | 4 M€   |
| K-Rauta Lapinlahti           | 3 M€   |

### Employeurs
En 2021, les plus importants employeurs privés de Lapinlahti sont:
| Employeur                                | Employés |
| ---------------------------------------- | -------- |
| Osuuskunta Maitosuomi                    | 88       |
| Mellano Oy                               | 82       |
| Matin ja Liisan Asema / Neste Lapinlahti | 40       |
| J5L-Production Oy                        | 30       |
| Koneurakointi Lukkarinen Oy              | 25       |
| Koneteko Pitkänen Oy                     | 24       |
| Lametal Oy                               | 22       |
| Lapinlahden Koneistus Oy                 | 18       |
| Fine-Pine Oy                             | 17       |
| Lappalaisen Liikenne Oy                  | 17       |

## Personnalités
- Eemil Halonen
- Pekka Halonen
- Sari Essayah
- Juhani Aho
- Heikki Kauppinen
- Pasi Lyytikäinen
- Paavo Ruotsalainen
- Liina Lång
- Marco Sneck

## Galerie

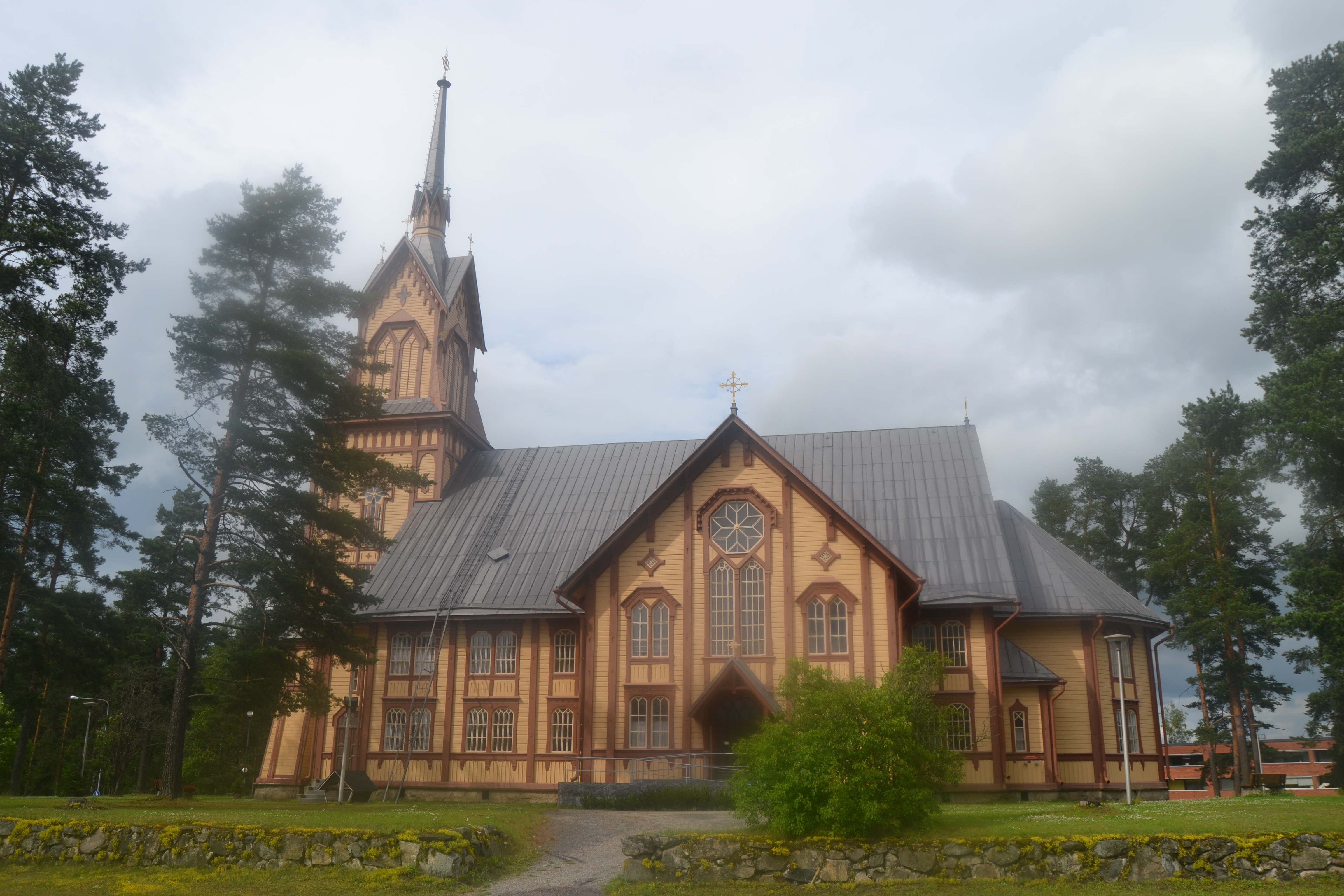
Église de Lapinlahti
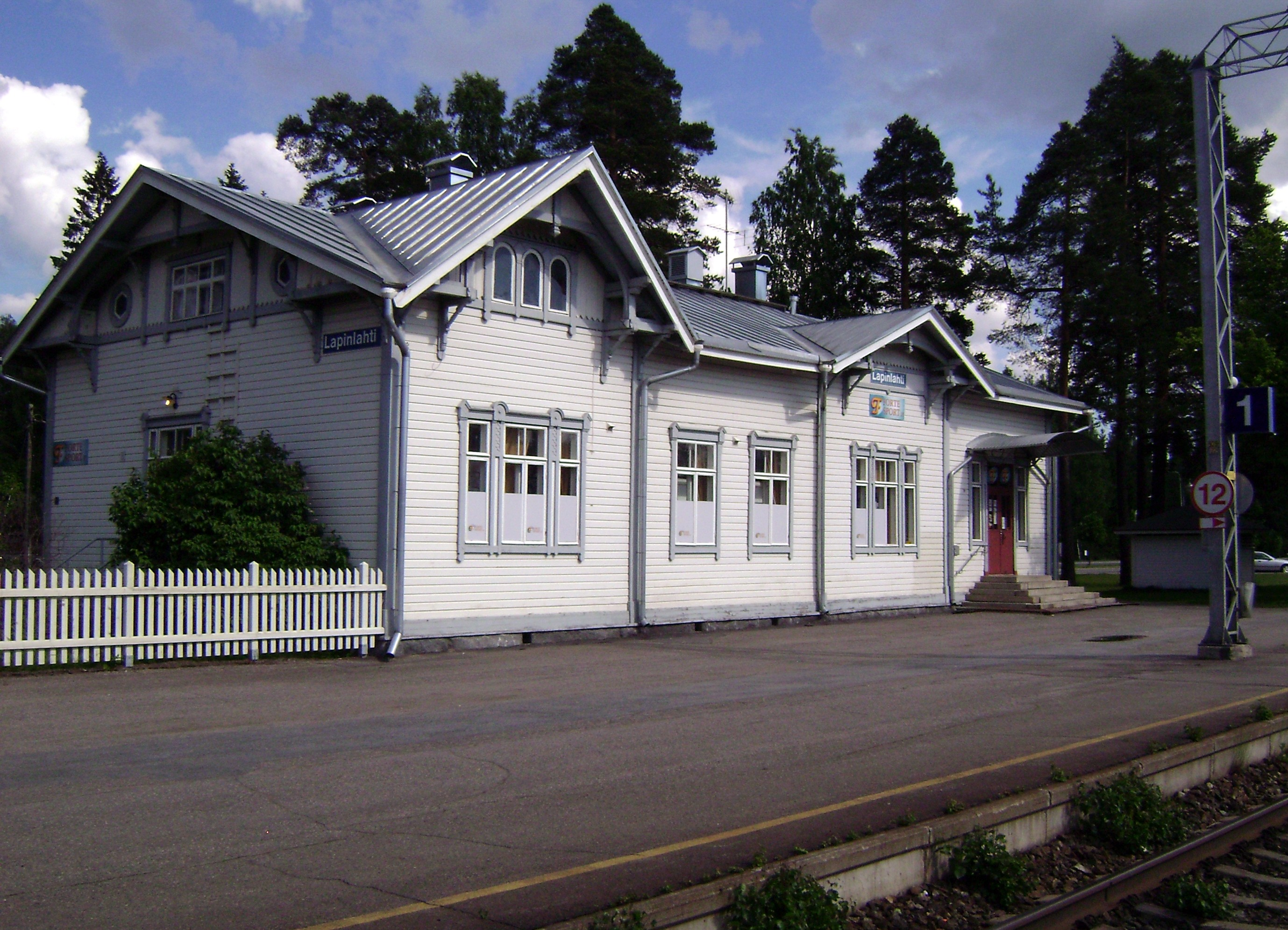
Gare de Lapinlahti.
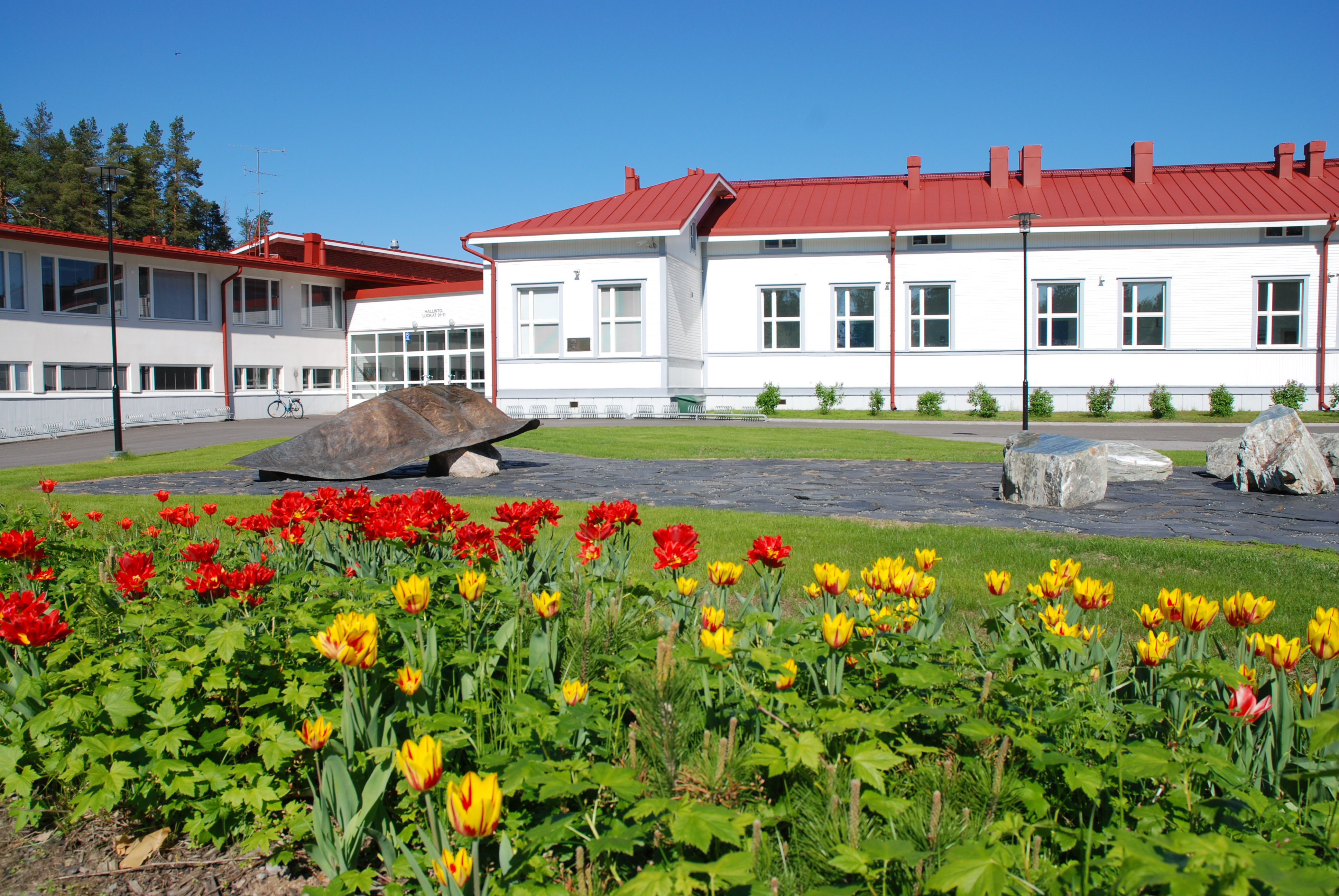
Lycée de Lapinlahti.
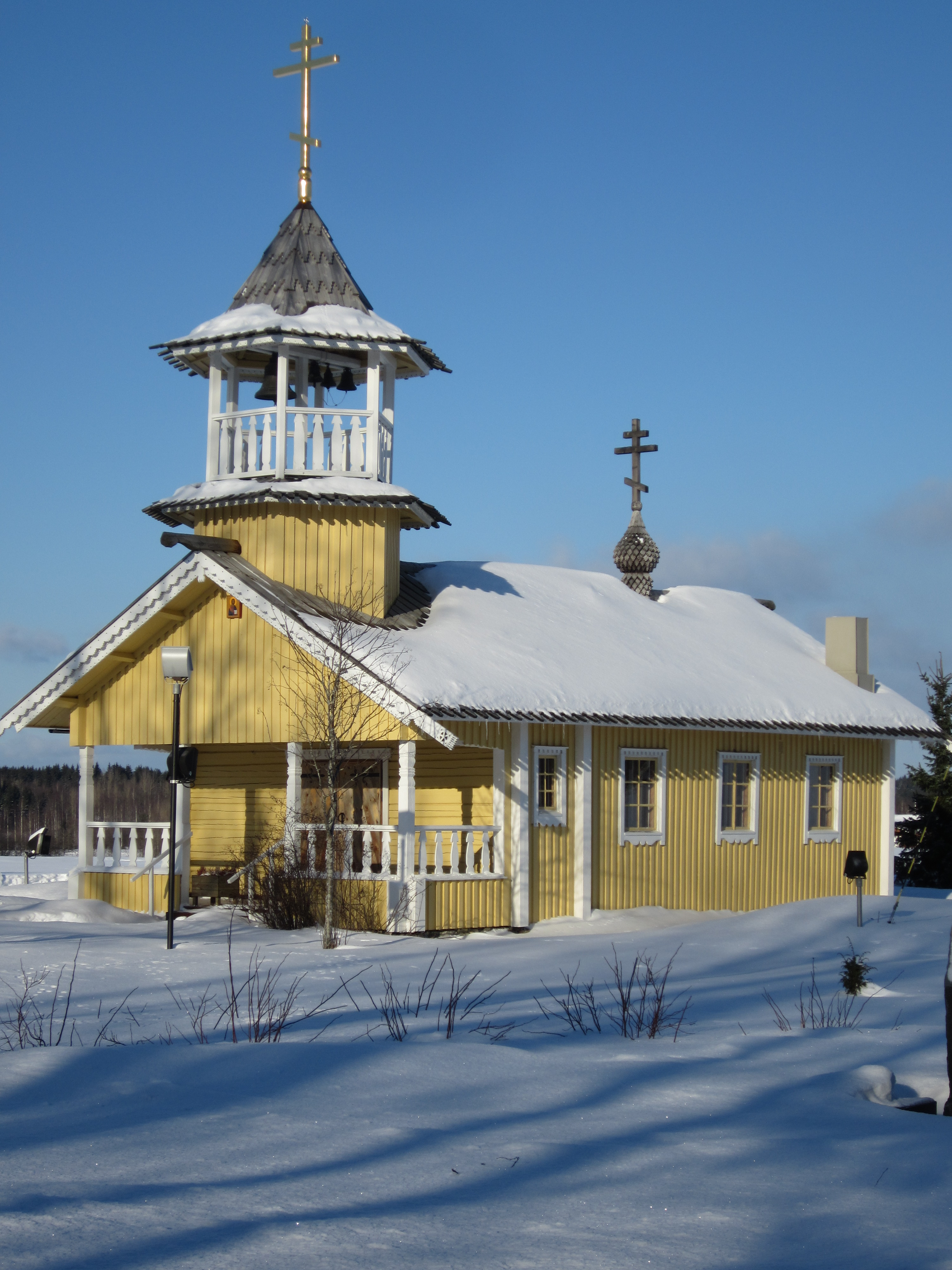
Chapelle orthodoxe d'Alapitkä.